# Emil Messner
Emil Messner (ur. 11 września 1875 w Winterthur, zm. 26 maja 1942 w Genewie) – szwajcarski baloniarz.

## Życiorys
W 1900 roku ukończył Luftschiffer-Rekrutenschule w Bernie, a w 1905 roku uzyskał uprawnienia pilota balonowego. Od 1909 roku był dowódcą kompanii balonowej Armii Szwajcarskiej, a w latach 1918–1923 służył w wydziale sterowców. W 1901 roku był współzałożycielem Aeroklubu Szwajcarskiego i jego prezesem w latach 1921–1939. Brał udział w zawodach o Balonowy Puchar Gordona Bennetta w 1908, 1909, 1910 roku. W 1908 roku razem z Theodorem Schaeckiem wygrał trzecią edycję podczas zawodów w Berlinie. Była to pierwsza ekipa reprezentująca Szwajcarię, która triumfowała w Pucharze Gordona Bennetta. Był wiceprezesem FAI.
Odbył praktykę w firmie Georg Fischer w Szafuzie. Ukończył Metallarbeiterschule i Technikum w Winterthur. Po odbyciu praktyki w Anglii i Stanach Zjednoczonych w latach 1911–1932 pełnił funkcję dyrektora Schweizerischen Metallwerke Selve & Co w Thun. Zmarł po krótkiej chorobie w 1942 roku.
Miał trójkę dzieci. Córka Regula Hug-Messner również była pilotem balonu, a syn profesorem na Politechnice Federalnej w Zurychu. Syn Reguli Caspar Hug również był pilotem balonowym, a wnuk Martin Messner wygrał zawody o Puchar Gordona Bennetta w 1984 roku. W 1977 roku powstał Ballonsport-Club Emil Messner.